# Xavier Fabra
Xabier Fabra (1960 - 3 de julio de 2005, Circuito de Barcelona-Cataluña, España) fue un piloto de motociclismo francés fallecido en una competición del Campeonato Mundial de Motociclismo de Resistencia.

## Muerte
Murió el 3 de julio de 2005 en las 24 Horas de Montmeló de Motociclismo, tras estrellarse a más de 180 km/h. contra un muro de contención. Tras del accidente fue llevado consciente al Hospital General de Granollers, donde sufrió tres paros cardíacos que le provocaron la muerte. Corría en la moto Suzuki n.° 84 del equipo EMPP Endurance, que no sufrió graves daños a consecuencia del choque.